# Eka Kurniawan
Eka Kurniawan é um escritor indonésio.
O escritor nasceu em Tasikmalaya, na Indonésia, em 28 de novembro de 1975, no dia em que a pequena colônia portuguesa Timor-Leste declarou sua independência soberana. Cresceu em Pangandaran, uma pequena cidade costeira no oeste de Java. Graduou-se em filosofia na Universidade Gadjah Mada, Yogyakarta em 1999.
Enquanto estudava na universidade de Gadjah Mada, na cidade central de Java, Yogyakarta, ele foi influenciado pela escrita de Pramoedya Ananta Toer, o preeminente autor moderno da Indonésia, bem como obras clássicas de Cervantes e Fiódor Dostoiévski e nichos escritores locais de artes marciais e histórias de terror. Foi o livro Fome do escritor norueguês Knut Hamsun que inspirou Kurniawan a começar a escrever. "Depois de terminar esse romance, eu também queria ser escritor", diz ele.
Kurniawan escreve romances, novelas, roteiros de filmes, além de ensaios. Os seus livros de maior sucesso são A beleza é uma ferida, Homem Tigre e Seperti Dendam, Rindu Harus Dibayar Tuntas (numa tradução livre, "Como a vingança, o desejo deve ser completado"). A veia do realismo mágico ao longo de seu trabalho ganhou as comparações de Kurniawan com o lendário romancista colombiano Gabriel Garcia Márquez, enquanto outros o promovem como sucessor de Pramoedya Ananta Toer.
O romance A beleza é uma ferida, muitas vezes descrita como "um indonésio cem anos de solidão", foi adquirida por 37 editores internacionais. Foi apenas em 2015 que os livros foram finalmente publicados nos EUA, depois que Benedict Anderson, um cientista político do sudeste asiático, promoveu o trabalho de Kurniawan. Foi apenas essa intervenção que permitiu ao autor encontrar um tradutor e um importante agente literário. Benedict Anderson, sugeriu que, após meio século, Pramoedya Ananta Toer, um dos maiores escritores da Indonésia, "encontrou um sucessor".
Em 2016, Kurniawan tornou-se o primeiro escritor indonésio a ser nomeado para um Prêmio Internacional Man Booker.
A Beleza é Uma Ferida é o primeiro romance indonésio a ser publicado no Brasil. A tradução foi indireta, veio do inglês — The Beauty Is a Wound — e foi feita por Clóvis Marques para o selo José Olympio (Editora Record).

## Prêmios e honras
- 2015 Foreign Policy 's Global Thinkers of 2015 "para fixar a literatura indonésia no mapa"[8].
- Livro do Ano 2015 da IKAPI para Man Tiger
- Prêmio Mundial de Leitores 2016 (vencedor) para a beleza é uma ferida[9].
- 2016 The Man Booker International Prize (Longlist) para Man Tiger[10].
- Prêmio do melhor livro traduzido em 2016 (Lista longa de ficção) para a beleza é uma ferida[11].
- 2016 Financial Times/OppenheimerFunds Emerging Voices (vencedor da categoria de ficção) para o Man Tiger[5].

## Traduções inglesas
- Beauty Is a Wound [Original title: Cantik itu Luka] Translated by Annie Tucker. (US, New Directions Publishing, 2015; ANZ, Text Publishing, 2015; Indian Subcontinent, Speaking Tiger, 2016; UK, Pushkin Press, 2016)[12].
- Man Tiger [Original title: Lelaki Harimau] Translated by Labodalih Sembiring. (US/UK, Verso Books, 2015; Indian Subcontinent, Speaking Tiger, 2016)[13].
- Vengeance Is Mine, All Others Pay Ca$h [Original title: Seperti Dendam, Rindu Harus Dibayar Tuntas] Translated by Annie Tucker. (US, New Directions Books, 2017. ANZ, Text Publishing, 2017. UK, Pushkin Press, 2017. Indian Subcontinent, Speaking Tiger, 2017)[14].